# 최영애-김용옥 일본어 표기법
아래는 최영애와 도올 김용옥이 만든 최영애-김용옥 일본어 표기법이다.

## 가나와 한글 대조표
| 히라 가나 | 가타 카나 | 로마 자 | 한글 | 히라 가나 | 가타 카나 | 로마 자 | 한글 | 히라 가나 | 가타 카나 | 로마 자 | 한글 | 히라 가나 | 가타 카나 | 로마 자 | 한글 | 히라 가나 | 가타 카나 | 로마 자 | 한글 |
| --------- | --------- | ------- | ---- | --------- | --------- | ------- | ---- | --------- | --------- | ------- | ---- | --------- | --------- | ------- | ---- | --------- | --------- | ------- | ---- |
| あ        | ア        | a       | 아   | い        | イ        | i       | 이   | う        | ウ        | u       | 우   | え        | エ        | e       | 에   | お        | オ        | o       | 오   |
| か        | カ        | ka      | 카   | き        | キ        | ki      | 키   | く        | ク        | ku      | 쿠   | け        | ケ        | ke      | 케   | こ        | コ        | ko      | 코   |
| さ        | サ        | sa      | 사   | し        | シ        | shi     | 시   | す        | ス        | su      | 스   | せ        | セ        | se      | 세   | そ        | ソ        | so      | 소   |
| た        | タ        | ta      | 타   | ち        | チ        | chi     | 찌   | つ        | ツ        | tsu     | 쯔   | て        | テ        | te      | 테   | と        | ト        | to      | 토   |
| な        | ナ        | na      | 나   | に        | ニ        | ni      | 니   | ぬ        | ヌ        | nu      | 누   | ね        | ネ        | ne      | 네   | の        | ノ        | no      | 노   |
| は        | ハ        | ha      | 하   | ひ        | ヒ        | hi      | 히   | ふ        | フ        | fu      | 후   | へ        | ヘ        | he      | 헤   | ほ        | ホ        | ho      | 호   |
| ま        | マ        | ma      | 마   | み        | ミ        | mi      | 미   | む        | ム        | mu      | 무   | め        | メ        | me      | 메   | も        | モ        | mo      | 모   |
| や        | ヤ        | ya      | 야   |           |           |         |      | ゆ        | ユ        | yu      | 유   |           |           |         |      | よ        | ヨ        | yo      | 요   |
| ら        | ラ        | ra      | 라   | り        | リ        | ri      | 리   | る        | ル        | ru      | 루   | れ        | レ        | re      | 레   | ろ        | ロ        | ro      | 로   |
| わ        | ワ        | wa      | 와   |           |           |         |      |           |           |         |      |           |           |         |      |           |           |         |      |
| が        | ガ        | ga      | 가   | ぎ        | ギ        | gi      | 기   | ぐ        | グ        | gu      | 구   | げ        | ゲ        | ge      | 게   | ご        | ゴ        | go      | 고   |
| ざ        | ザ        | za      | 자   | じ        | ジ        | ji      | 지   | ず        | ズ        | zu      | 즈   | ぜ        | ゼ        | ze      | 제   | ぞ        | ゾ        | zo      | 조   |
| だ        | ダ        | da      | 다   | ぢ        | ヂ        | ji      | 지   | づ        | ヅ        | zu      | 즈   | で        | デ        | de      | 데   | ど        | ド        | do      | 도   |
| ば        | バ        | ba      | 바   | び        | ビ        | bi      | 비   | ぶ        | ブ        | bu      | 부   | べ        | ベ        | be      | 베   | ぼ        | ボ        | bo      | 보   |
| ぱ        | パ        | pa      | 파   | ぴ        | ピ        | pi      | 피   | ぷ        | プ        | pu      | 푸   | ぺ        | ペ        | pe      | 페   | ぽ        | ポ        | po      | 포   |
| きゃ      | キャ      | kya     | 캬   |           |           |         |      | きゅ      | キュ      | kyu     | 큐   |           |           |         |      | きょ      | キョ      | kyo     | 쿄   |
| しゃ      | シャ      | sha     | 샤   |           |           |         |      | しゅ      | シュ      | shu     | 슈   |           |           |         |      | しょ      | ショ      | sho     | 쇼   |
| ちゃ      | チャ      | cha     | 챠   |           |           |         |      | ちゅ      | チュ      | chu     | 츄   |           |           |         |      | ちょ      | チョ      | cho     | 쵸   |
| にゃ      | ニャ      | nya     | 냐   |           |           |         |      | にゅ      | ニュ      | nyu     | 뉴   |           |           |         |      | にょ      | ニョ      | nyo     | 뇨   |
| ひゃ      | ヒャ      | hya     | 햐   |           |           |         |      | ひゅ      | ヒュ      | hyu     | 휴   |           |           |         |      | ひょ      | ヒョ      | hyo     | 효   |
| みゃ      | ミャ      | mya     | 먀   |           |           |         |      | みゅ      | ミュ      | myu     | 뮤   |           |           |         |      | みょ      | ミョ      | myo     | 묘   |
| りゃ      | リャ      | rya     | 랴   |           |           |         |      | りゅ      | リュ      | ryu     | 류   |           |           |         |      | りょ      | リョ      | ryo     | 료   |
| ぎゃ      | ギャ      | gya     | 갸   |           |           |         |      | ぎゅ      | ギュ      | gyu     | 규   |           |           |         |      | ぎょ      | ギョ      | gyo     | 교   |
| じゃ      | ジャ      | ja      | 쟈   |           |           |         |      | じゅ      | ジュ      | ju      | 쥬   |           |           |         |      | じょ      | ジョ      | jo      | 죠   |
| びゃ      | ビャ      | bya     | 뱌   |           |           |         |      | びゅ      | ビュ      | byu     | 뷰   |           |           |         |      | びょ      | ビョ      | byo     | 뵤   |
| ぴゃ      | ピャ      | pya     | 퍄   |           |           |         |      | ぴゅ      | ピュ      | pyu     | 퓨   |           |           |         |      | ぴょ      | ピョ      | pyo     | 표   |

## 표기 세칙

### 장음
모음을 중복하여 표기하나, -eい는 '에이'로 표기한다. 이중 모음의 경우(ㅑ, ㅠ, ㅛ)는 끝에 발음되는 모음을 중복한다(ㅏ, ㅜ, ㅗ로 된다).
- 예: アー 아아[*], ウー 우우[*], オー 오오[*]
東京 토오쿄오[*], 宗教 슈우쿄오[*], 経験 케이켄[*], 性格 세이카쿠[*], 英語 에이고[*]

### 발음 (ん)
늘 받침 ㄴ으로 표기한다.

### 촉음 (っ)
늘 받침 ㅅ으로 표기한다.
- 예: 圧迫 앗파쿠[*], 国会 콧카이[*], 突進 톳신[*], 密着 밋챠쿠[*], 出張 슛쵸오[*], あっ 앗[*], 一本 잇폰[*], 一個 잇코[*], 一寸 잇슨[*], 熱中 넷츄우[*], がっちり 갓찌리[*], やっ 얏[*]

## 구성 원리

### 장음(長音)의 문제
- 장음의 경우에는 일본어의 로마자표기에 있어서와 같이 모음위에 장음의 부호(―)를 붙이는 것이 아니라 모음을 중복시킨다.
- 이중모음의 경우 예과 같이 "에이"로 표기고 실제 발음상에서는 "에에"로 장음화되는 경우도 물론 본 표기가 음성적 표기(phonetic transcription)가 아니라 음소적 표기(phonemic transcription)이므로 장음으로 처리하지 않고 음소적 모습 그대로 표기한다. (케이켄, 세이카쿠, 에이고가 된다).

### 발음(撥音)의 문제
- 발음(撥音)이란 일본어에서 특수음소인 "ン"(/ɴ/)을 말하는데 이는 실제 발음상에 있어서는 뒤에 오는 자음과의 결합형태에 따라 대강 다음의 세가지 음으로 변화한다.   
  - 순음(脣音)[p,b,m] 앞에서는 "ㅁ"[m]으로,
  - 설음(舌音)[t,d,n,ts,dz등] 앞에서는 "ㄴ"[n]으로,
  - 연구개음(軟口蓋音)[k,g] 앞에서는 "ㅇ"[ŋ]으로.

- 따라서 헵번식로마자표기법에 있어서는 新聞(shimbun), 新米(shimmai), ランプ(rampu)의 경우와 같이 b,m,p 앞에 m을 썼다. 그러나 씨케이시스템에 있어서는 硏究社 新和英辭典 第四版이 취하고 있는 형식대로 모든 발음(撥音)은 "ㄴ"[n]으로 통일하였다. "ㄴ"으로 통일하는 것은 씨케이시스템이 음성적표기가 아니라 음소적표기라는 원칙에 비추어 보아도 당연한 것이지만 그 외로도 다음의 두가지 중요한 이유를 들 수 있다.   
  1. 표기가 상황에 따라 변하지 않음으로 간단해진다. 즉 일본어의 발음(撥音)에 있어서 일어나는 [m], [n], [ŋ]의 변화가 아무런 음소적 변화 즉 의미의 변화를 일으키지 않기 때문에 그러한 변화는 무시될 수가 있다.
  2. 발음(撥音)을 모두 우리말로 "ㄴ"으로 표기한다 할지라도 우리말 자체에 있어서도 연음변화(連音變化)의 현상에 따라 그러한 음성적 변화가 자연히 일어난다. 예를 들면, 新聞을 "심분"이라 표기하지 않고 "신분"이라 표기해도 우리가 "신분"을 발음할 때, ㅂ앞의 ㄴ은 ㅁ으로 변화하게 마련이다. 따라서 우리의 실제음은 "심분"에 가깝다. 이러한 현상은 중국어의 표기에 있어서도 동일한 문제였는데, "他很好"는 "타헌하오"로 표기되지만 실제음은 "타헝하오"에 가깝다. 그렇지만 최영애-김용옥표기법은 음소적표기였기 때문에 물론 "타헌하오"로 표기한다. 그리고 우리말 자체로도 "타헌하오"를 붙여서 빨리 발음할 때는 "타헝하오"로 변화하게 마련이다. 그리고 한국인들은 "ン"이 한 단어의 끝에 올 때 거의 모두 [ŋ]으로 발음하는데 "ン"의 실제음은 연구개(很口蓋)의 최후부와 혀뿌리 사이에서 느슨한 폐쇄의 형태로 지어지는 비음(鼻音)으로 국제음성기호로써는 [N](Uvular)으로 표기되며 [ŋ]과는 격차가 있는 음이라는 것을 인식해야 할 것이다.

### 촉음(促音)의 문제
- 촉음(促音)이란 후두(喉頭)가 긴장하면서 자음이 겹치는 음인데 "つまる音"라고도 한다. 이 촉음(促音)의 표기에 있어서 헵번식로마자표기법은 동일한 자음을 중복시키고 チ(chi)음에 한하여 c를 중복시키지 않고 t를 중복시켰다. c의 중복으로는 촉음(促音)의 효과가 발생하지 않기 때문이다. 처음에는 헵번식에 준하여 "ッ" 뒤에 오는 우리말 자음을 앞 음절의 받침으로 쓰고 チ음의 경우에도 로마자에서처럼 c대신에 t를 중복시켜야할 아무런 필연성이 발생하지 않음으로 동일한 자음을 받침으로 중복시킨다는 원칙을 일률적으로 적용하려고 하였다. 그러나 チ음의 경우 "みっちり"(미ㅉ찌리)의 예와 같이 우리말에서는 통용되지 않는 글자가 발생한다. 그러므로 씨케이시스템이 어디까지나 음소적표기라는 원칙을 살려 촉음(促音)의 "ッ"의 경우 예외 없이 ㅅ받침을 사용하기로 하였다. 여기서 말하는 ㅅ받침은 훈민정음에서 말하고 있는 사이시옷의 개념으로 이해하면 될 것이다. 훈민정음의 사이시옷 개념이 일본어의 촉음(促音)의 개념과 가깝게 오기 때문이다. 모두 ㅅ받침으로 표기하지만 읽을 때는 자음이 겹친 것으로 발음하면 될 것이다. 그리고 기실 한국인의 실제 발음에 있어서는 "앗파쿠"는 "앞파쿠"로 나타나는 변화를 하게 마련이다.

## 같이 보기
- 일본어의 한글 표기
- 일본어 로마자 표기법
- 헵번식 로마자 표기법
- 최영애-김용옥 표기법
- 김용옥